# Каратал (Єрейментауський район)
Карата́л (каз. Қаратал) — село у складі Єрейментауського району Акмолинської області Казахстану. Входить до складу Куншалганського сільського округу.
Населення — 78 осіб (2021; 147 у 2009, 234 у 1999, 312 у 1989).
Національний склад станом на 1989 рік:
- казахи — 52 %;
- українці — 38 %;
- росіяни — 35 %.